# Hank Mobley with Donald Byrd and Lee Morgan
Hank Mobley with Donald Byrd and Lee Morgan è un album di Hank Mobley, Donald Byrd e Lee Morgan, pubblicato dalla Blue Note Records nel 1957. Il disco fu registrato il 25 novembre del 1956 al Rudy Van Gelder Studio di Hackensack, New Jersey (Stati Uniti).

## Tracce
Lato A
1. Touch and Go – 9:13 (Hank Mobley)
2. Double Whammy – 8:09 (Hank Mobley)

Lato B
1. Barrel of Funk – 11:18 (Hank Mobley)
2. Mobleymania – 8:27 (Hank Mobley)

## Musicisti
- Hank Mobley - sassofono tenore
- Donald Byrd - tromba
- Lee Morgan - tromba
- Horace Silver - pianoforte
- Paul Chambers - contrabbasso
- Charlie Persip - batteria